# Dave Warner (musicien)
Pour les articles homonymes, voir David Warner.
Dave Warner, né en 1953 à Bicton, Western Australia (en) dans l'Australie-Occidentale, en Australie, est un écrivain, un musicien et un scénariste australien, auteur de roman policier.

## Biographie
Dave Warner fait des études au Aquinas College, Perth (en) puis à l'université d'Australie-Occidentale où il a se spécialise en psychologie.
En 1973, il forme un groupe de punk rock, Pus. Puis en janvier 1977, il constitue un second groupe, From the Suburbs avec lequel il sortira dix albums. Après This is Your Planet, sorti en 1996, il se consacre principalement à l'écriture. Après une revue The Sensational Sixties, il écrit et joue en 1985 dans une comédie musicale, The Sixties and All That Pop.
Depuis 1997, il écrit de nombreux scénarios pour des séries télévisées (Packed to the Rafters, Rescue : Unité Spéciale, INXS: Never Tear Us Apart (en),...), des téléfilms (Balmain Boys,...) ou pour le cinéma (Cut, Garage Days, Ravenswood).
En 1995, il publie son premier roman, City of Light avec lequel il est lauréat du Western Australian Premier's Book Awards (en) 1996 du meilleur premier roman. En 1998, avec Murder in the Groove, il commence une série consacrée à Andrew “Lizard” Zirk, une ancienne rock star devenue détective privé en Australie. En 2015, il fait paraître Before It Breaks avec lequel il remporte le prix Ned Kelly 2016 du meilleur roman.
Il a écrit également trois livres pour enfants dans la série Charlotte and the Starlet.

## Œuvre

### Romans

#### SérieAndrew “Lizard” Zirk
- Murder in the Groove (1998)
- Murder in the Frame (1999)
- Murder in the Off-Season (2000)

#### Autres romans
- City of Light (1995)
- Big Bad Blood (1997)
- Exxxpresso: Too Much Coffee Can Kill (2000)
- Before It Breaks (en) (2015)
- Clear to the Horizon (2017)

### Littérature d'enfance et de jeunesse

#### SérieCharlotte and the Starlet
- Charlotte and the Starlet (2009)
- A Friend in Need (2008)
- Hooray for Hollywood (2010)

### Autres ouvrages
- Footy's Hall of Shame (1996)
- 25 Years of Mushroom Records (1998)
- Cricket's Hall of Shame (1998)
- Horseracing's Hall of Shame (1999)

### Discographie

#### Albums
- Mugs Game (1978)
- Free Kicks (1979)
- Correct Weight (1979)
- This is My Planet (1981)
- The Dark Side of the Scrum (1988)
- Suburban Sprawl (1990)
- Surplus & Death (1995)
- This is Your Planet (1996)
- Live at the Raffles Hotel (1998)
- Suburbs in the '70s (1999)

#### EPs
- Meanwhile in the Suburbs Musicland (1987)
- Loose Men, Tight Shorts (1996)
- Swans Songs (1998)
- Bulldogs Howl (1998)
- Saints on the March (1998)

#### Singles
- Suburban Boy (1976)
- Summer '78" (1977)
- Suburban Boy (1978)
- Nothing To Lose (1979)
- The East Fremantle Team Song (1979)
- Free Kicks (1979)
- Kookaburra Girl (1980)
- Half Time at the Football (1981)
- Key to the City (1989)
- East Fremantle is Football (1997)

### Filmographie

#### Scénarios pour la télévision
- 1997-1999 : Big Sky, série télévisée australienne
- 2003 : Balmain Boys, téléfilm australien réalisé par Ray Quint
- 2004 : Roll, téléfilm australien réalisé par Martin Wilson
- 2001-2006 : 14 épisodes de la série télévisée australienne McLeod's Daughters
- 2007 : 1 épisode de la série télévisée australienne Sea Patrol
- 2008 : 4 épisodes de la série télévisée australienne Canal Road
- 2008-2009 : 4 épisodes de la série télévisée australienne Packed to the Rafters
- 2009-2011 : 23 épisodes de la série télévisée australienne Rescue : Unité Spéciale
- 2011 : 2 épisodes de la série télévisée australienne Wild Boys (en)
- 2014 : 2 épisodes de la mini-série télévisée australienne INXS: Never Tear Us Apart (en)

#### Scénarios pour le cinéma
- 2000 : Cut, film d'horreur australien réalisé par Kimble Rendall
- 2002 : Garage Days, comédie musicale australienne réalisée par Alex Proyas
- 2008 : Ravenswood, film thriller australien réalisé par David Denneen

## Prix et distinctions

### Prix
- Western Australian Premier's Book Awards (en) 1996 du meilleur premier roman pour City of Light[2]
- Prix Ned Kelly 2016 du meilleur roman pour Before It Breaks[3]

### Nominations
- Prix Ned Kelly 2000 du meilleur roman pour Murder in the Frame[3]
- Prix Ned Kelly 2000 du meilleur roman pour Exxxpresso: Too Much Coffee Can Kill[3]
- Prix Ned Kelly 2020 du meilleur roman pour River of Salt[3]